# Brixia Tour 2011
De Brixia Tour 2011 werd verreden van 20 tot en met 24 juli in Italië. De meerdaagse wielerwedstrijd maakte deel uit van de UCI Europe Tour 2011. Het was de elfde editie van deze meerdaagse wielerkoers in en rondom de stad Brescia.

## Deelnemende teams
| Colnago-CSF Inox           | Euskaltel-Euskadi            | Lampre-ISD               | Team Movistar      |
| Rabobank                   | Sky ProCycling               | Team Garmin-Cervélo      | Geox-TMC           |
| Farnese Vini-Neri Sottoli  | De Rosa-Ceramica Flaminia    | Acqua & Sapone           | Androni Giocattoli |
| Team Type 1                | Unitedhealthcare Pro Cycling | Christina Watches-Onfone | ORA Hotels         |
| D'Angelo & Antenucci-Nippo | Miche-Guerciotti             | Amore & Vita             |                    |

## Etappe-overzicht
| etappe | datum   | start          | finish    | afstand  | type                | winnaar            | klassementsleider |
| ------ | ------- | -------------- | --------- | -------- | ------------------- | ------------------ | ----------------- |
| 1e     | 20 juli | Ponte di Legno | Edolo     | 158 km   | Vlakke rit          | Marco Frapporti    | Marco Frapporti   |
| 2e (A) | 21 juli | Pisogne        | Brescia   | 135,5 km | Heuvelrit           | Fabio Felline      | Fortunato Baliani |
| 2e (B) | 21 juli | Brescia        | Brescia   | 10,4 km  | Individuele tijdrit | Geannuleerd        | Fortunato Baliani |
| 3e     | 22 juli | Buffalora      | Prevalle  | 211,5 km | Vlakke rit          | Manuel Belletti    | Fortunato Baliani |
| 4e     | 23 juli | Concesio       | Manivapas | 158,5 km | Bergrit             | Domenico Pozzovivo | Fortunato Baliani |
| 5e     | 24 juli | Calcinato      | Verona    | 164,6 km | Vlakke rit          | Sacha Modolo       | Fortunato Baliani |

## Etappe-uitslagen

### 1e etappe
| Plaats  | Naam              | Ploeg                      | Tijd     |
| ------- | ----------------- | -------------------------- | -------- |
| Winnaar | Marco Frapporti   | Colnago-CSF Inox           | 3u36'34" |
| 2       | Fortunato Baliani | D'Angelo & Antenucci-Nippo | + 4"     |
| 3       | Fabio Felline     | Geox-TMC                   | + 1'54"  |
| 4       | Paolo Bailetti    | De Rosa-Ceramica Flaminia  | + 1'58"  |
| 5       | Emanuele Sella    | Androni Giocattoli         | z.t.     |
| 6       | José Sarmiento    | Acqua & Sapone             | + 2'00"  |
| 7       | Matti Breschel    | Rabobank                   | + 2'15"  |
| 8       | Matteo Fedi       | De Rosa-Ceramica Flaminia  | z.t.     |
| 9       | Christopher Jones | Unitedhealthcare           | z.t.     |
| 10      | Peter Kennaugh    | Sky ProCycling             | z.t.     |

### 2e etappe deel B
Geannuleerd

### 3e etappe
| Plaats  | Naam                | Ploeg                     | Tijd     |
| ------- | ------------------- | ------------------------- | -------- |
| Winnaar | Manuel Belletti     | Colnago-CSF Inox          | 4u58'49" |
| 2       | Daniele Colli       | Geox-TMC                  | z.t.     |
| 3       | Andrea Guardini     | Farnese Vini-Neri Sottoli | z.t.     |
| 4       | Michele Merlo       | De Rosa-Ceramica Flaminia | z.t.     |
| 5       | Boy van Poppel      | Unitedhealthcare          | z.t.     |
| 6       | Jure Kocjan         | Team Type 1               | z.t.     |
| 7       | Daniele Callegarin  | Team Type 1               | z.t.     |
| 8       | Koldo Fernández     | Euskaltel-Euskadi         | z.t.     |
| 9       | Alessandro Malaguti | ORA Hotels                | z.t.     |
| 10      | Daniele Pietropolli | Lampre-ISD                | z.t.     |

### 5e etappe
| Plaats  | Naam                | Ploeg                      | Tijd     |
| ------- | ------------------- | -------------------------- | -------- |
| Winnaar | Sacha Modolo        | Colnago-CSF Inox           | 4u58'49" |
| 2       | Bernardo Riccio     | D'Angelo & Antenucci-Nippo | z.t.     |
| 3       | Koldo Fernández     | Euskaltel-Euskadi          | z.t.     |
| 4       | Manuel Belletti     | Colnago-CSF Inox           | z.t.     |
| 5       | Daniele Colli       | Geox-TMC                   | z.t.     |
| 6       | Maximiliano Richeze | D'Angelo & Antenucci-Nippo | z.t.     |
| 7       | Michael Matthews    | Rabobank                   | z.t.     |
| 8       | Mauro Richeze       | ORA Hotels                 | z.t.     |
| 9       | Angelo Furlan       | Christina Watches          | z.t.     |
| 10      | Elia Favilli        | Farnese Vini-Neri Sottoli  | z.t.     |